# Banskobystrický kraj
Banskobystrický kraj jedna od administrativnih regija (pokrajina) Slovačke. Površina pokrajine iznosi 9.455 km2 i ima 662.121 stanovnika (2001.). Središte regije je grad Banská Bystrica, a pokrajina se sastoji od 13 okruga. 

## Stanovništvo
| Godina:     | 1994.   | 2004.   | 2014.   | 2024.   |
| ----------- | ------- | ------- | ------- | ------- |
| Broj ljudi: | 664 072 | 658 368 | 655 359 | 611 124 |
| Razlika:    |         | −0,85 % | −0,45 % | −6,74 % |

| Godina:     | 2023.   | 2024.   |
| ----------- | ------- | ------- |
| Broj ljudi: | 614 356 | 611 124 |
| Razlika:    |         | −0,52 % |

Slovaci su najbrojniji narod i čine 83,7% stanovništva okruga, najveća manjina su Mađari 11,8%, koji većinom žive uz granicu s Mađarskom, postoje i male manjine Roma (2,3%) i Čeha(<1%).

## Popis okruga (slovački: okres)
- Okrug Banská Bystrica
- Okrug Banská Štiavnica
- Okrug Brezno
- Okrug Detva
- Okrug Krupina
- Okrug Lučenec
- Okrug Poltár
- Okrug Revúca
- Okrug Rimavská Sobota
- Okrug Veľký Krtíš
- Okrug Zvolen
- Okrug Žarnovica
- Okrug Žiar nad Hronom